# Omniglot
Omniglot — онлайн-энциклопедия языков и письменностей. Сайт был открыт в 1998 году лингвистом Симоном Эйгером, который изначально предлагал на нём услуги по веб-дизайну и переводу. Наполнение сайта информацией о языках и письменностях возрастало, в результате создатель превратил ресурс в энциклопедию.
Название сайта происходит от лат. omnis — всё и др.-греч. γλωσσα — язык.

## Содержание
По состоянию на сентябрь 2018 года сайт содержит информацию о более чем 1100 языках, а также 570 искусственных и вымышленных и 260 прочих письменностях.